# Pont Albert Ier

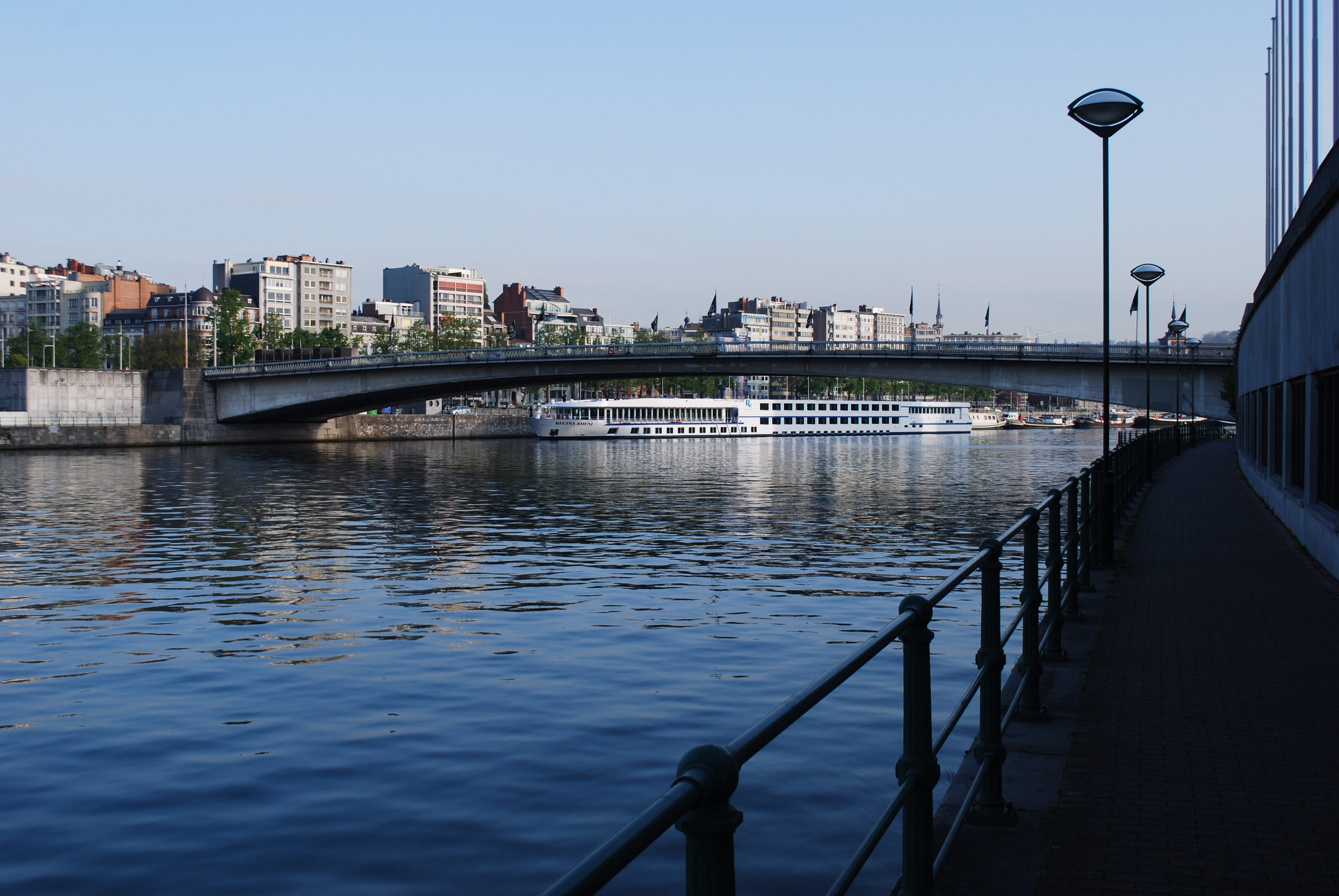
Pont Albert Ier

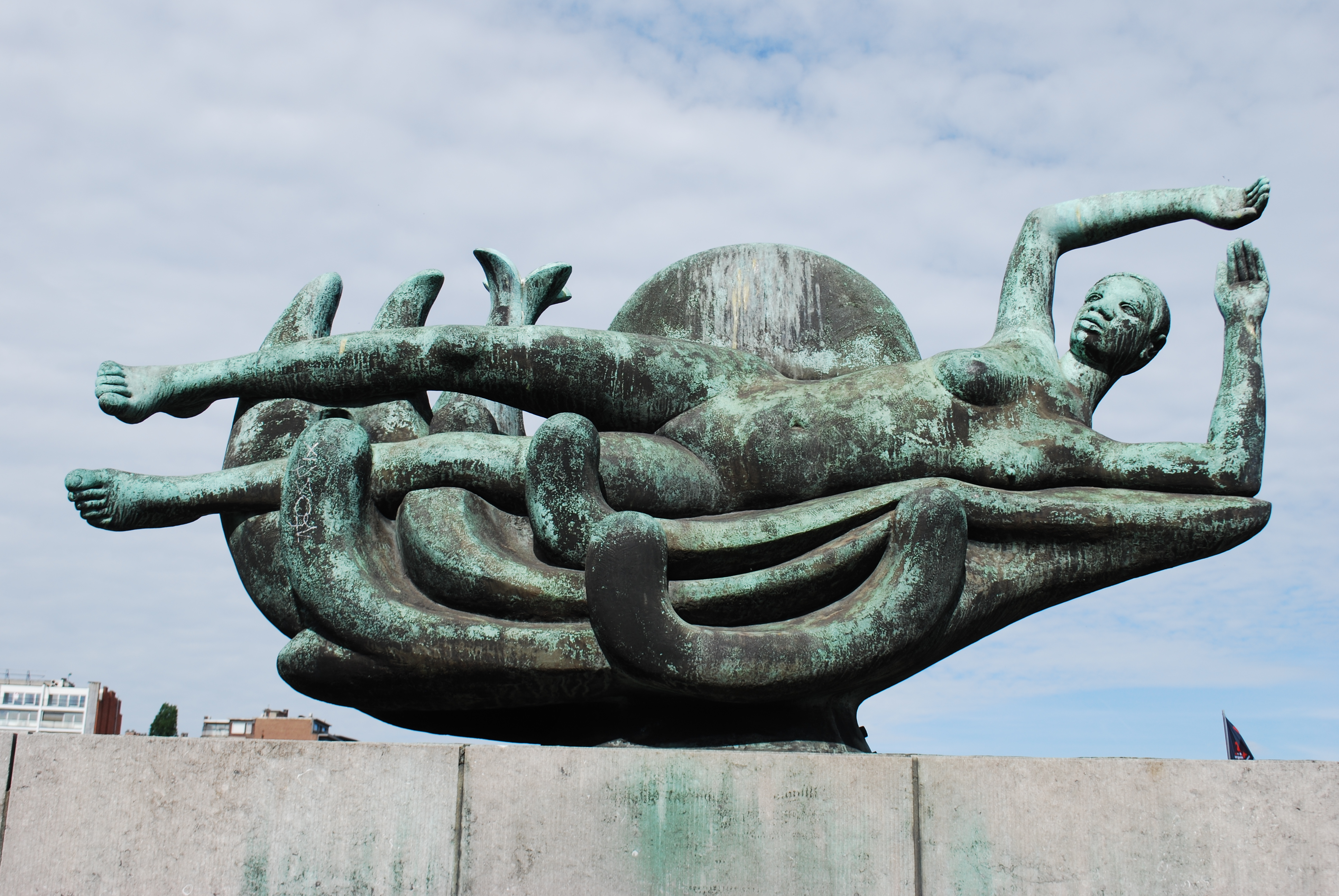
Allegorische voorstelling La Terre et l'Eau van George Grard

De Pont Albert Ier is een brug over de Maas te Luik.
De brug vormt een verbinding tussen de wijk Avroy (Parc d'Avroy met Nationaal Verzetsmonument) en de wijk Longdoz (Rue du Parc). De Rue du Parc is vernoemd naar het Parc de la Boverie in Longdoz.
De eerste brug was van 1866 en deze werd toen Pont des Commerces genoemd, naar het Bassin des Commerces, een binnenvaarthaven te Avroy die – wegens gering succes – in het park werd omgezet. Op de brug werd tol geheven.
In 1905 werd, ter gelegenheid van de Wereldtentoonstelling, een nieuwe brug geopend. Deze brug werd door het Belgische leger vernield in mei 1940, teneinde de opmars van de Duitse troepen te verhinderen. Een voetbrug verving de brug, totdat in 1957 een nieuwe brug gereed kwam, onder de architecturale leiding van professor Georges Dedoyard. De brug is 170 meter lang en bestaat uit drie afzonderlijke stalen overspanningen die met steen zijn bekleed. De brug werd naar Koning Albert I vernoemd, van wie ook een ruiterstandbeeld nabij de brug is te vinden.
Nabij de brug is een aantal kunstwerken te vinden van George Grard, Paul Renotte en Marceau Gillard.